# Batalla de San Jaime
La batalla de San Jaime se libró el 6 de marzo de 1426 entre Inglaterra y Francia, durante la segunda mitad de la guerra de los Cien Años.

## Fuerzas
La batalla se libró en Avranches, en la frontera entre Normandía y Bretaña, con los ingleses dirigidos por Juan de Lancaster, mientras que los franceses fueron dirigidos por Arturo III de Bretaña, condestable de Francia. Los ingleses salieron victoriosos.